# No Mean City
| 전문가 평가 | 전문가 평가 |
| 평가 점수   | 평가 점수   |
| 출처        | 점수        |
| ----------- | ----------- |
| AllMusic    | [ 2 ]       |
| Smash Hits  | 3/10        |

《No Mean City》는 스코틀랜드의 하드 록 밴드 나자레스의 열 번째 스튜디오 음반으로, 1979년에 발매되었다. 음반 제목은 1935년 소설 《No Mean City》에서 따온 것이며, 커버 아트는 로드니 매슈스가 제작하였다. 본 음반에서는 센세이셔널 알렉스 하비 밴드의 기타리스트 잘 클레민슨이 새로 합류하면서 밴드의 사운드가 한층 더 무겁고 헤비해졌다.

## 배경
《No Mean City》는 발매 당시 좋은 판매 성적을 거두었으며, 주요 싱글인 〈Star〉와 그에 앞서 공개된 〈Whatever You Want Babe〉가 인기를 끌었다. 음반의 인기로 인해 나자레스는 1978~79년 씬 리지의 투어에 함께하는 등 여러 유명 밴드와 공연을 할 수 있었다. 이 작품은 1972년 두 번째 음반 《Exercises》 이후 처음으로 커버 곡이 한 곡도 수록되지 않은 음반이기도 하다.

## 커버 아트
커버 아트는 영국의 판타지 일러스트레이터 로드니 매슈스가 맡았다. 음산하고 퇴폐적인 도시의 이미지를 담은 초현실적 일러스트는 음반의 음악적 성향과 어우러져 강한 인상을 남긴다. 매슈스는 이후 인터뷰에서 이 작업이 밴드 측의 구체적인 요청 없이 자유롭게 작업한 것임을 밝힌 바 있다. 매슈스는 1978년 자신의 캘린더 작품을 통해 나자레스의 매니저와 접촉하게 되었으며, 이를 계기로 음반 커버 아트 작업을 맡게 되었다.

## 곡 목록
| #  | 제목                              | 작사·작곡                                        | 재생 시간 |
| -- | --------------------------------- | ------------------------------------------------ | --------- |
| 1. | 〈Just to Get into It〉           | 매니 찰턴, 댄 맥카퍼티, 피트 애그뉴, 대럴 스위트 | 4:24      |
| 2. | 〈May the Sunshine〉              | 찰턴, 맥카퍼티, 애그뉴, 스위트                   | 4:55      |
| 3. | 〈Simple Solution (Parts 1 & 2)〉 | 잘 클레민슨                                      | 4:59      |
| 4. | 〈Star〉                          | 찰턴, 맥카퍼티                                   | 4:55      |

| #  | 제목                           | 작사·작곡                                | 재생 시간 |
| -- | ------------------------------ | ---------------------------------------- | --------- |
| 5. | 〈Claim to Fame〉              | 찰턴                                     | 4:30      |
| 6. | 〈Whatever You Want Babe〉     | 찰턴                                     | 3:42      |
| 7. | 〈What's in It for Me〉        | 찰턴                                     | 4:19      |
| 8. | 〈No Mean City (Parts 1 & 2)〉 | 애그뉴, 찰턴, 클레민슨, 맥카퍼티, 스위트 | 6:32      |

## 인증
| 국가                       | 인증 | 판매량/출하량 |
| -------------------------- | ---- | ------------- |
| 캐나다 (뮤직 캐나다)       | 골드 | 50,000^       |
| ^출하량을 기반으로 한 인증 |      |               |